# 알렉산더 채플린
알렉산더 채플린(Alexander Chaplin, 1971년 3월 20일 ~ )은 미국의 배우이다.
뉴욕에서 태어났다.

## 출연 작품

### 영화
- 바스켓볼 다이어리 (1995)
- Alma Mater (2002) - 윌리엄 앤더슨 역
- 도그 곤 러브 (2004, Dog Gone Love)
- 셧 업 앤 싱 (2006, The Wedding Weekend) - 테드 역
- New York City Serenade (2007)
- 위시 아이 워즈 히어 (2014) - 로젠버그 역
- 더 리포트 (2019)
- 어시스턴트 (2019)

### 텔레비전
- 이야기 도시 (1996-2000)
- 로앤오더: 범죄 전담반 (2003)
- 스크럽스 (2004-07)
- 넘버스 (2007)
- 어글리 베티 (2009)
- 굿 와이프 (2013)
- 우리는 댄스소녀 (2013)
- 레이 도노반 (2013)
- 우리동네 외계인 (2013)
- 실리콘 밸리 (2015)
- 스콜피언 (2015)
- 마담 세크리터리 (2015)
- 엘리멘트리 (2016)
- 케빈 캔 웨이트 (2017)
- 시카고 PD (2017)
- 블루 블러드 (2018)
- 블라인드스팟 (2019)
- 프리티 리틀 라이어스: 원죄 (2022)